# Trasa im. Eugeniusza Kwiatkowskiego

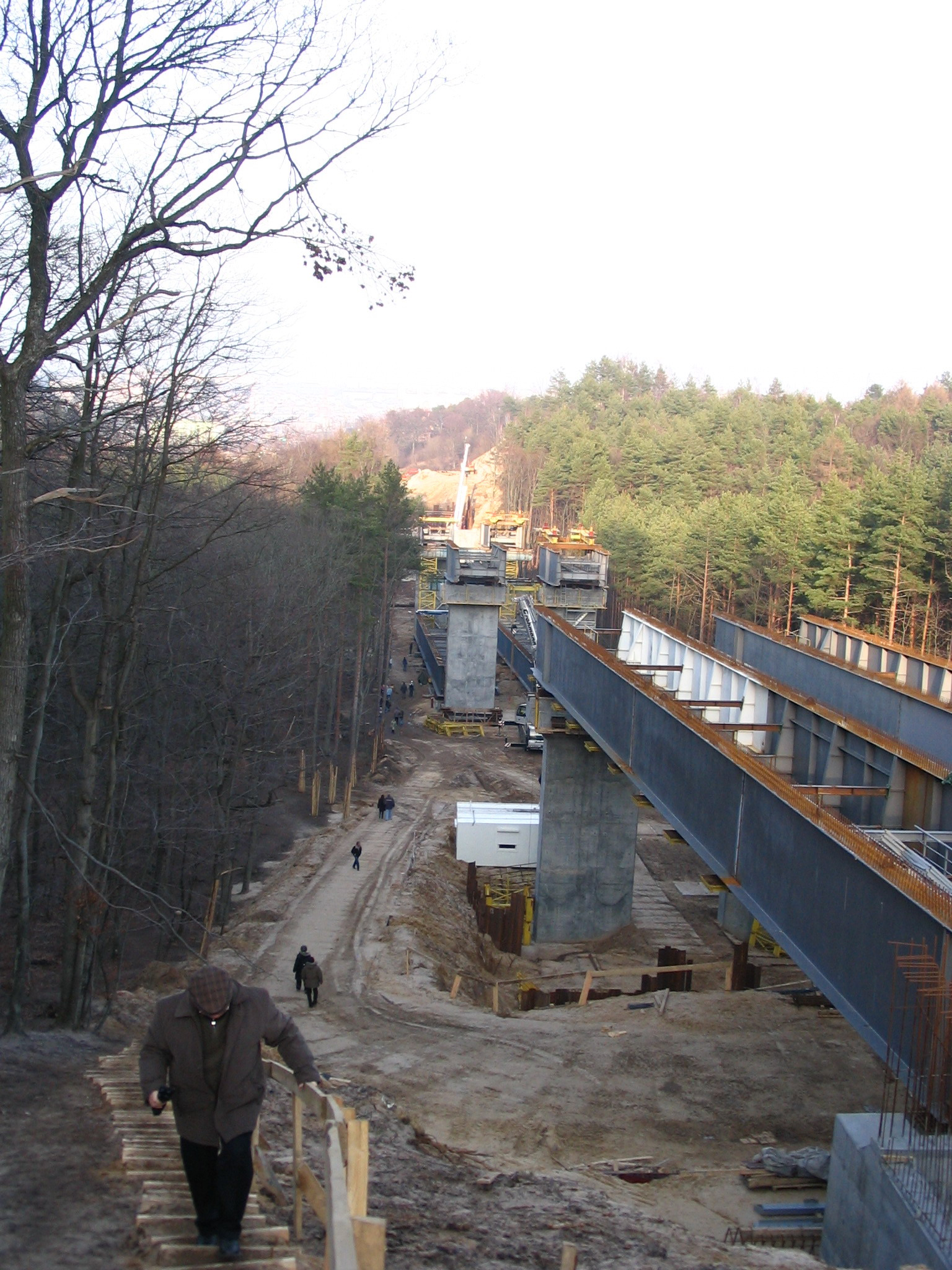
III etap budowy - odcinek leśny, 2007

Trasa im. Eugeniusza Kwiatkowskiego – trasa szybkiego ruchu w Gdyni, nosząca imię Eugeniusza Kwiatkowskiego, łącząca Port Promowy i Kontenerowy, stocznię oraz bazę Marynarki Wojennej z obwodnicą Trójmiasta i za jej pośrednictwem z autostradą A1. Potrzeba budowy trasy wynikła z braku sprawnego i bezpośredniego połączenia obsługującego ruch ciężkich pojazdów pomiędzy rozwijającym się wciąż portem a drogami dla kołowego transportu ładunków. Budowana była z przerwami od 30 sierpnia 1974 do 12 czerwca 2008. Często nazywana jest Estakadą Kwiatkowskiego, ponieważ przez wiele lat istniała tylko formie niedokończonej estakady, zaś po zakończeniu budowy estakada nadal stanowi najdłuższy i dobrze dostrzegalny odcinek z wielu miejsc. A odcinek leśny, odległy od wszelakich budynków widać tylko z bardzo bliska.
Pod względem długości (5990 m) zajmuje 5. miejsce w Gdyni (po ul. Morskiej, Marszewskiej, Wiczlińskiej i Chwarznieńskiej).

## Etapy budowy

### I etap budowy
Budowę trasy rozpoczęto 30 sierpnia 1974. Według planów miała połączyć ul. Piotra Ściegiennego na Leszczynkach z ul. Czerwonych Kosynierów (obecnie ul. Morska), ul. Marchlewskiego (obecnie ul. Janka Wiśniewskiego), ul. Wincentego Gruny (obecnie ul. Adm. Unruga) na Obłużu oraz ul. płk. Dąbka. W późniejszych latach do planów dodano połączenie trasy z wybudowaną w międzyczasie obwodnicą Trójmiasta.
W pierwszej kolejności oddano do użytku dwie estakady nad torem kolejowym i ul. Opata Hackiego oraz dwie nad kompleksem torów Gdynia Port. W połowie lat osiemdziesiątych XX w. prace przerwano. Przez kilka lat istniały niezależne dwa fragmenty trasy.
Wiosną 1992 podjęto decyzję o odstąpieniu od budowy Trasy Kwiatkowskiego.

### II etap budowy
W 1995 rozpoczęto kontynuację budowy trasy oraz modernizację jej istniejącej części. 13 listopada 1998, po 22 latach budowy, oddano do użytku trasę Kwiatkowskiego łączącą ul. Morską z ul. płk. Dąbka, liczącą 2,316 km.

### III etap budowy
W 2005 Komisja Europejska wydała decyzję potwierdzającą współfinansowanie budowy kolejnej części trasy, a konkretnie połączenia istniejącej trasy z obwodnicą Trójmiasta. W tym samym roku zaczęły się też pierwsze prace związane z wycinką drzew ze względu na przebieg trasy w większości po obszarze leśnym. Kolejnym etapem było wyłonienie wykonawcy na drodze przetargu, który zakończył się w marcu 2006 roku. Ostatecznym wykonawcą została firma Warbud.
Oficjalnie budowa III etapu trasy Kwiatkowskiego została zainaugurowana 21 sierpnia 2006 roku. Budowa zakończyła się w marcu 2008 roku. Długość tego odcinka wynosi 2,736 km.

## Otwarcie trasy
Ostateczne zakończenie budowy i otwarcie trasy na całej długości nastąpiło 12 czerwca 2008, po niemal dokładnie 34 latach budowy.

### Widoki Trasy im. Eugeniusza Kwiatkowskiego

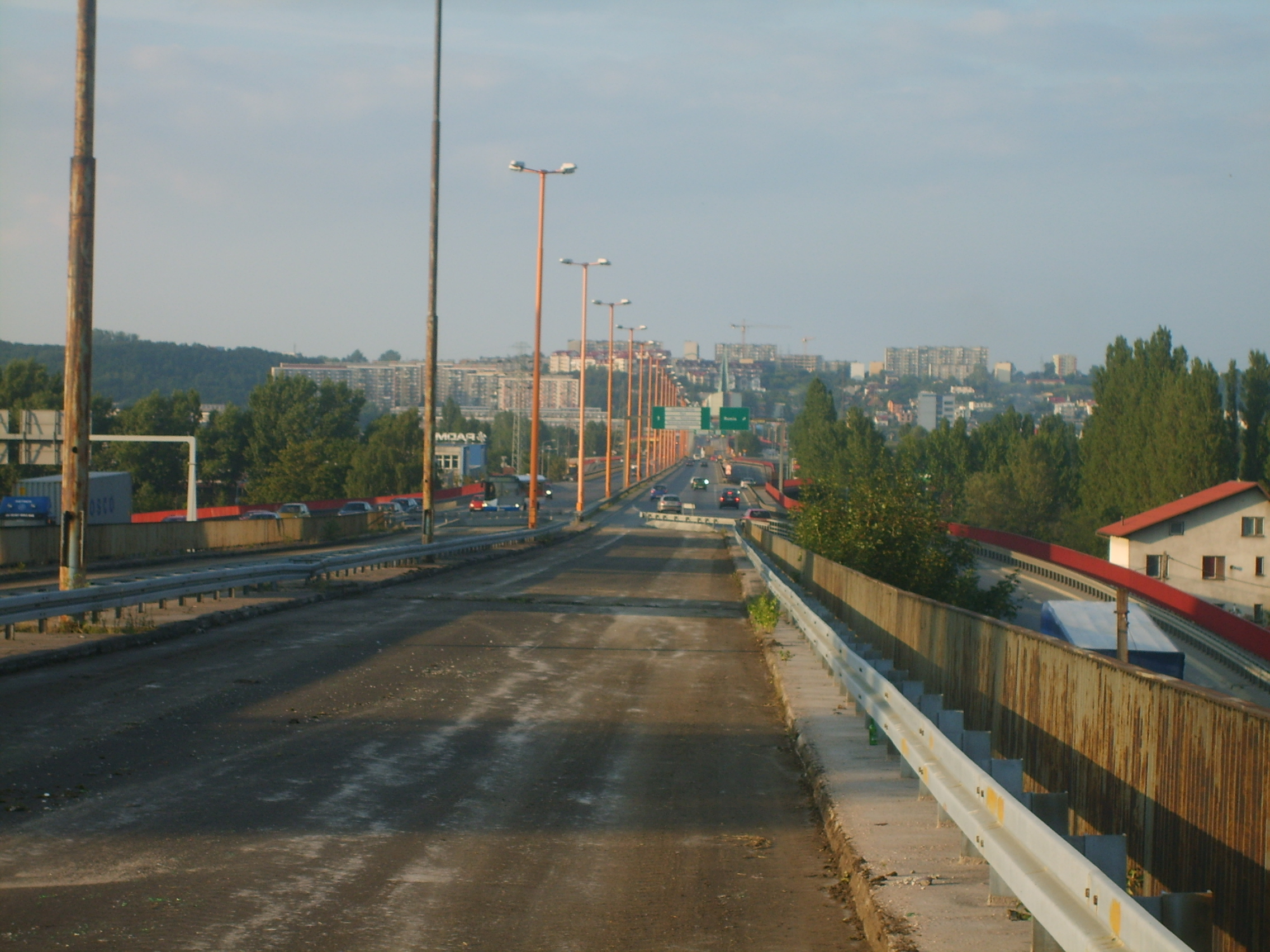
Widok w kierunku portu, na pierwszym planie nieużywany od lat, niedokończony odcinek estakady, 2006
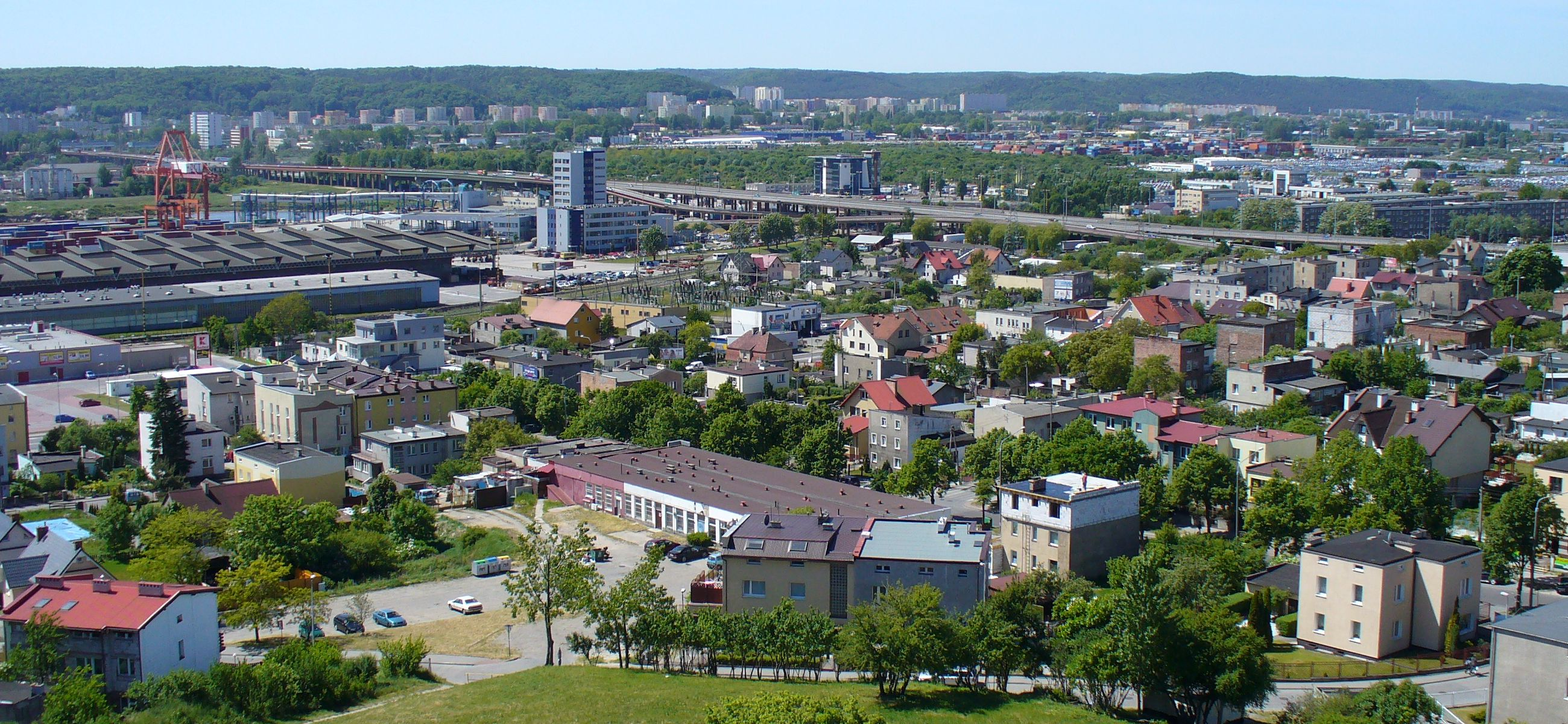
Panorama trasy na odcinku nad miastem i portem, 2008
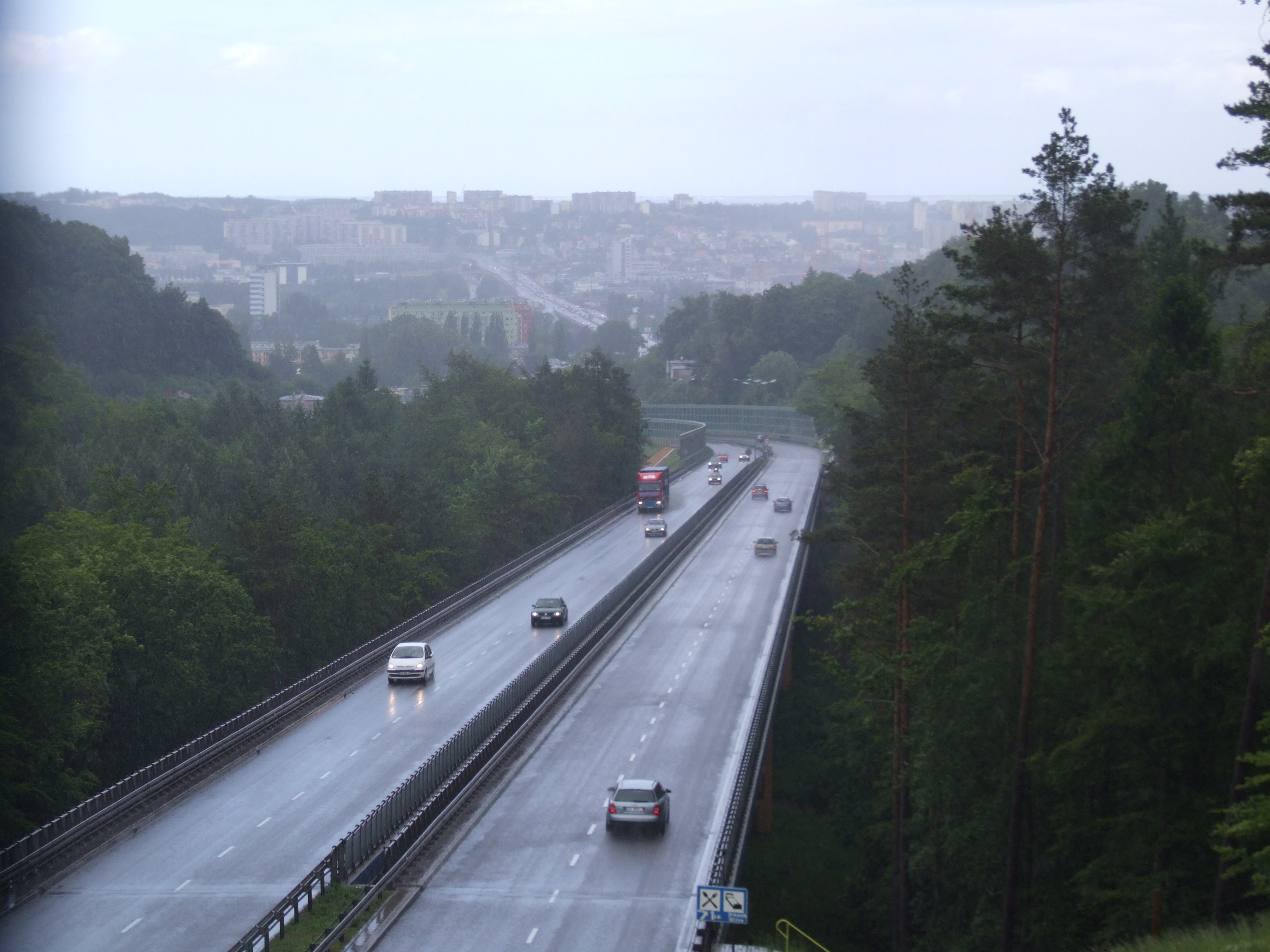
Wiadukt nad doliną i malowniczy odcinek leśny, widok w kierunku portu, 2009